# Fabian Cancellara
Fabian Cancellara (* 18. März 1981 in Wohlen bei Bern) ist ein ehemaliger Schweizer Radrennfahrer, der auf den Strassenradsport spezialisiert war.
Cancellara gehört zu den weltweit erfolgreichsten Radrennfahrern des frühen 21. Jahrhunderts. Er war ein Spezialist für Einzelzeitfahren und schwere Eintagesrennen, insbesondere die prestigeträchtigen Frühjahrsklassiker. Von den «Monumenten des Radsports» konnte er dreimal Paris–Roubaix, dreimal die Flandern-Rundfahrt und einmal Mailand–Sanremo gewinnen, womit er zu den «Klassikerjägern» gehörte.
Im Einzelzeitfahren wurde Cancellara in den Jahren 2006, 2007, 2009 und 2010 Weltmeister, so oft wie kein anderer Radrennfahrer vor ihm. Hinzu kommen in dieser Disziplin drei Bronzemedaillen bei den Weltmeisterschaften 2005, 2011 und 2013. Bedeutende Erfolge feierte er bei den Olympischen Sommerspielen 2008 in Peking mit der Goldmedaille im Einzelzeitfahren und der Silbermedaille im Strassenrennen; bei den Olympischen Sommerspielen 2016 in Rio de Janeiro war er ebenfalls Sieger im Zeitfahren. Cancellara konnte mehrere Etappenrennen als Gesamtsieger beenden, darunter den Tirreno–Adriatico 2008 und die Tour de Suisse 2009. Aufgrund seiner Grösse und kräftigen Statur gehörte er nicht zu den Spezialisten für Grand Tours, bei denen auch gute Leistungen in schweren Bergetappen erforderlich sind. Dennoch konnte er bei seinen Teilnahmen an der Tour de France Akzente setzen: Insgesamt trug er das Gelbe Trikot 29 Tage lang und somit länger als jeder andere Radrennfahrer, der nicht die Gesamtwertung für sich entschied. Darüber hinaus ist er zwölffacher Schweizer Meister.

## Sportkarriere

### Kindheit und Jugend (bis 2000)
Fabian Cancellara wuchs in Hinterkappelen, einem Ort in der Gemeinde Wohlen bei Bern, auf. Als Kind spielte er Fussball. 1993 begann er im Alter von zwölf Jahren Radrennen zu fahren, nachdem er von seinem Vater ein altes Rennrad geschenkt erhalten hatte. Für den Verein Cyclo International in Ostermundigen bestritt er jährlich rund zwei Dutzend Rennen, die er fast alle gewann. Nach dem Ende der obligatorischen Schulzeit begann er im August 1997 in Bern eine Berufslehre als Elektromonteur.
Im Frühjahr 1998 setzte sich Cancellara erstmals auf ein Zeitfahrrad. Von Junioren-Nationaltrainer Yvan Girard, der sein Talent sofort erkannte, erhielt er den Rat, in Zukunft vermehrt auf diese Disziplin zu setzen. Gleich bei seinem ersten Zeitfahren, den Schweizer Juniorenmeisterschaften, siegte Cancellara mit grossem Vorsprung. Wenige Wochen später folgte der Sieg im Junioren-Zeitfahren des Grand Prix des Nations. In seiner erst fünften Prüfung gegen die Uhr wurde er bei der Weltmeisterschaft 1998 in Valkenburg Juniorenweltmeister. Diesen Erfolg wiederholte er ein Jahr später in Verona. Ebenfalls 1999 entschied er den Rad-Weltcup der Junioren für sich. 1998 und 1999 zeichnete ihn die Schweizer Sporthilfe jeweils als «Nachwuchsathlet des Jahres» aus.
Cancellara, der inzwischen für die Berner Radsportgruppe Schaller fuhr, rückte durch diese Erfolge ins Blickfeld ausländischer Teams. Vor allem das italienische Team Mapei-Quickstep zeigte an ihm Interesse. Für die Saison 2000 liess er sich zunächst in die MG Boys Aqua Mema, das Farmteam der Altersklasse U 23, integrieren. Da der Radsport eine immer wichtigere Rolle in seinem Leben einnahm und er kaum Zeit zum Lernen hatte, brach er im März 2000 nach langem Zögern seine Berufslehre ab. Bei der Weltmeisterschaft 2000 in Plouay musste er sich im U-23-Zeitfahren nur dem drei Jahre älteren Russen Jewgeni Petrow geschlagen geben. Im September 2000 stiess er endgültig zu Mapei und war nun Profifahrer. In der ersten Jahreshälfte 2001 absolvierte er die Rekrutenschule als Versorgungssoldat, wobei er weiterhin Gelegenheit erhielt, an der Eidgenössischen Hochschule für Sport in Magglingen gezielt zu trainieren.

### Beginn der Profikarriere (2001–2002)
Mit seinem ersten Profivertrag bei Mapei erhielt Cancellara 25'000 Franken jährlich. Der Sportliche Leiter Roberto Damiani baute ihn behutsam auf und setzte ihn in kleineren Rennen ein. Mapei unterhielt damals zwei Renngruppen, das «Top Team» mit etwa 25 Fahrern und eine Jugendgruppe, zu der neben Cancellara auch Filippo Pozzato, Michael Rogers und Bernhard Eisel gehörten. Mapei-Chef Giorgio Squinzi betonte in einem Interview, er habe Cancellara und Pozzato den ganzen Weg von den Junioren ins Top Team begleitet, um sie aus den U-23-Rennen herauszuhalten; in dieser Altersstufe sei Doping ein noch grösseres Problem gewesen als bei den Profis.
Bereits in seinem Debütjahr konnte Cancellara den Prolog und die Gesamtwertung der Rhodos-Rundfahrt gewinnen; diesen Erfolg wiederholte er ein Jahr später. 2002 gewann er mehrere Etappen in kleineren Rundfahrten, wobei er vor allem seine Stärke im Einzelzeitfahren ausspielte. In diesem Jahr entschied er u. a. das Paarzeitfahren Grand Prix Eddy Merckx (zusammen mit László Bodrogi) und erstmals die Schweizer Zeitfahr-Meisterschaft für sich. Nach einer positiven Dopingprobe von Stefano Garzelli beim Giro d’Italia 2002 stellte Mapei das Sponsoring per Ende Jahr ein und löste das Team auf. Cancellara wechselte nicht wie die meisten Mapei-Fahrer zu Quickstep, sondern folgte seinem Mentor Damiani zu Fassa Bortolo.

### Kontinuierlicher Aufstieg (2003–2005)
Das von Giancarlo Ferretti geführte Team Fassa-Bortolo war auf den Sprintstar Alessandro Petacchi ausgerichtet; Cancellaras Hauptaufgabe war es, für ihn den Sprintzug aufzubauen und den Zielsprint anzuziehen. Am 6. April 2003 nahm er erstmals an einem «Klassiker» teil, der Flandern-Rundfahrt, die er mit über zehn Minuten Rückstand auf dem 73. Platz beendete. Immer mehr zeigte sich, dass er in naher Zukunft einer der weltweit besten Zeitfahrer sein würde. 2003 führte er sein Team zum Sieg im Mannschaftszeitfahren der Mittelmeer-Rundfahrt. Bei seinen ersten Teilnahmen an der Tour de Romandie und der Tour de Suisse gewann er jeweils den Prolog, ebenso konnte er die Punktewertung der Tour de Romandie für sich entscheiden.

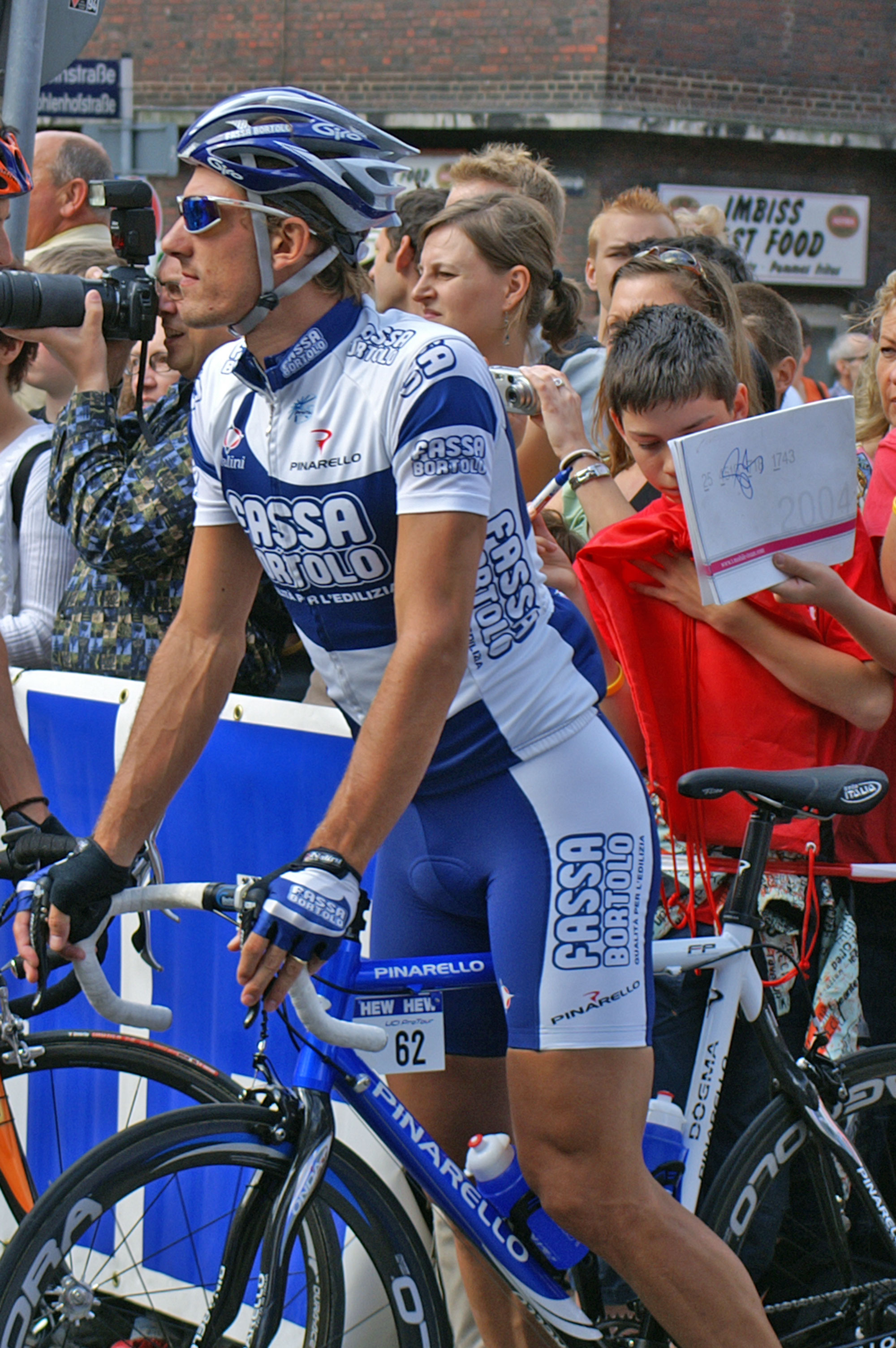
Cancellara bei den HEW Cyclassics 2005 in Hamburg

Dass er nicht nur Zeitfahren gewinnen kann, bewies Cancellara erstmals im Februar 2004 mit dem Sieg in der vierten Etappe der Katar-Rundfahrt, als er wenige Kilometer vor dem Ziel ausriss und seine Fluchtgefährten überspurtete. Der nächste Sieg folgte bei der Katalanischen Woche im Massensprint der ersten Etappe. Nachdem Cancellara die Flandern-Rundfahrt 2004 als 42. beendet hatte, fuhr er eine Woche später bei Paris–Roubaix 2004 auf den vierten Platz: Er erreichte die Radrennbahn von Roubaix als Teil einer vierköpfigen Spitzengruppe, beging aber im Sprint um den Sieg einen taktischen Fehler. Nächster Erfolg war der Sieg im Einzelzeitfahren der Luxemburg-Rundfahrt, gefolgt vom zweiten Schweizer Zeitfahren-Meistertitel. Bei seiner Premiere an der Tour de France gewann er den Prolog in Lüttich mit zwei Sekunden Vorsprung auf Lance Armstrong und durfte sich das Gelbe Trikot überstreifen, das er auf der 1. Etappe verteidigte.
Sowohl bei den Weltmeisterschaften 2003 und 2004 als auch bei den Olympischen Spielen 2004 klassierte sich Cancellara im Zeitfahren ausserhalb der Medaillenränge, beim olympischen Strassenrennen musste er aufgeben. Für diese Misserfolge machte er öffentlich die mangelhafte Betreuung durch den Verband Swiss Cycling verantwortlich. Der Technische Direktor von Swiss Cycling, Jean-Claude Leclercq, den die Zeitung Blick als Hauptverantwortlichen bezeichnet hatte («Cancellara machte die Arbeit von Direktor Leclercq»), trat daraufhin nach dreijähriger Tätigkeit zurück.
Seinen ersten Erfolg im Jahr 2005 realisierte Cancellara in der vierten Etappe von Paris–Nizza, als er mit Hilfe seines Teamkollegen Juan Antonio Flecha den dritten Fluchtgefährten Jaan Kirsipuu im Schlussspurt schlug. Bei der darauf folgenden Katalanischen Woche siegte er im Zeitfahren. Paris–Roubaix 2005 beendete Cancellara als Achter; er gehörte in der Schlussphase des Rennens einer Fluchtgruppe an, doch ein platter Reifen machte seine Siegchancen zunichte. Es folgte der Sieg im Zeitfahren der Luxemburg-Rundfahrt. Im Gesamtklassement belegte er den zweiten Schlussrang und verlor auf den Erstplatzierten László Bodrogi lediglich 13 Hundertstelsekunden. Anschliessend wurde er zum dritten Mal Schweizer Zeitfahren-Meister. Bei der Tour de France 2005 konnte er keine Etappe gewinnen. In Madrid nahm Cancellara an der Weltmeisterschaft 2005 teil. Im Zeitfahren gewann er hinter Michael Rogers und José Iván Gutiérrez die Bronzemedaille, wobei er den zweiten Platz um zwölf Hundertstelsekunden verpasste. Es war die erste Schweizer WM-Medaille seit 1996.

### Erster Klassiker-Sieg und erster Weltmeistertitel (2006)
Ende der Saison 2005 wurde das Team Fassa Bortolo aufgelöst, da der Sponsor sich auf den Frauenradsport konzentrierte. Cancellara unterschrieb einen Vertrag beim dänischen Team CSC (ab 2009 Team Saxo Bank), der ihm ab dem zweiten Vertragsjahr ein jährliches Gehalt von über einer Million Franken zusicherte. Auch das Team Discovery Channel um Lance Armstrong hatte ihn umworben, doch Cancellara entschied sich für das von Bjarne Riis geleitete Team CSC, da er die dortige familiäre Atmosphäre schätzte und der «amerikanische Business-Style» von Discovery Channel ihm nicht zusagte.

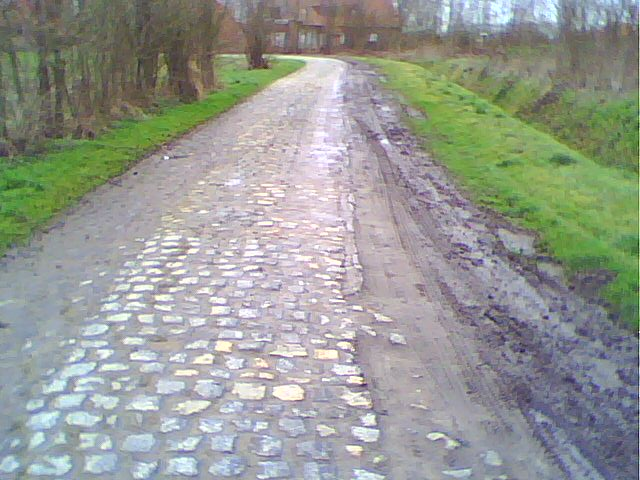
Auf den berühmt-berüchtigten Kopfsteinpflastern von Paris–Roubaix siegte Cancellara dreimal

Der erste Sieg für das neue Team gelang Cancellara im Zeitfahren des Tirreno–Adriatico 2006. Bei Mailand–Sanremo kam er im Sprint der Spitzengruppe zeitgleich mit Sieger Filippo Pozzato ins Ziel und belegte den 24. Platz. Beim E3 Harelbeke eine Woche später führte er das Rennen lange Zeit an, wurde aber im weiteren Verlauf vom Feld eingeholt. Eine Woche nachdem er die Flandern-Rundfahrt auf dem sechsten Platz beendet hatte, bestritt Cancellara am 9. April seinen letzten Klassiker der Saison, Paris–Roubaix 2006. Rund 20 km vor dem Ziel startete er mit einer Tempoverschärfung die entscheidende Attacke und schüttelte etwas später im Carrefour de l’Arbre seine letzten Begleiter ab. Er legte die letzten 15 km solo zurück und erreichte das Ziel mit einem Vorsprung von 1:49 Minuten auf Vorjahressieger Tom Boonen. Erstmals seit Heiri Suter 1923 hatte ein Schweizer dieses «Monument des Radsports» gewonnen.
Im Mai gewann Cancellara das Einzelzeitfahren der Katalonien-Rundfahrt 2006, im Juni zum vierten Mal den Schweizer Zeitfahren-Meistertitel. Für die Tour de France 2006 wurde er vom Team CSC nicht nominiert. Anfang August nahm er an der Dänemark-Rundfahrt 2006 teil, wo er zwei Etappensiege erzielte und das Gesamtklassement mit 20 Sekunden Vorsprung auf Stuart O’Grady für sich entschied. Ende August und im September bestritt er die Vuelta a España 2006 und gewann mit dem Team CSC die erste Etappe, ein Mannschaftszeitfahren. Die Spanien-Rundfahrt diente in erster Linie als Vorbereitung auf die Weltmeisterschaft 2006 in Salzburg. Am 21. September gewann er dort das Zeitfahren mit einem Vorsprung von 1:30 Minuten auf David Zabriskie und wurde erstmals Weltmeister. Drei Tage später beendete er das Strassenrennen auf Platz 31, zwei Sekunden hinter Weltmeister Paolo Bettini.

### Erfolge im Sommer und Herbst (2007)

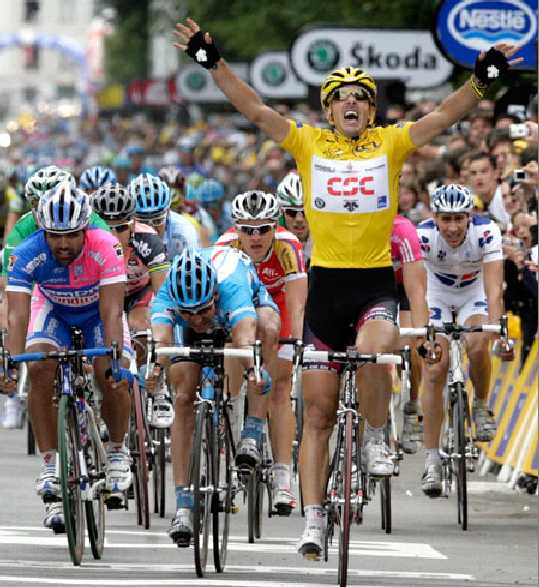
Cancellara gewinnt die dritte Etappe der Tour de France 2007

Cancellara hatte in der zweiten Jahreshälfte 2006 geheiratet und war erstmals Vater geworden. Aufgrund der neuen familiären Situation, an die er sich zuerst gewöhnen musste, verspürte er laut eigenen Aussagen über den Winter bisweilen wenig Motivation für das Training. Der Formrückstand machte sich in den Frühjahrsklassikern bemerkbar: Bei Mailand–Sanremo verlor er über sechs Minuten auf den Sieger (Platz 119), bei der Flandern-Rundfahrt fuhr er auf Platz 53. Die Teamtaktik bei Paris–Roubaix 2007 war ganz auf ihn ausgerichtet, doch er konnte den Sieg vom Vorjahr nicht wiederholen und belegte Platz 19. Da er aber durch mannschaftsdienliches Verhalten seinem Team- und Zimmerkollegen Stuart O’Grady zum Sieg verholfen hatte, stand er trotz der Niederlage nicht in der Kritik.
Nach dem enttäuschenden Saisonstart fand Cancellara im Juni seine Form wieder und gewann zwei Etappen der Tour de Suisse 2007, den Prolog in Olten am ersten und das Zeitfahren in Bern am letzten Tag. Auf den ersten drei Etappen trug der das Goldene Trikot des Gesamtführenden, bis er es an seinen Teamkollegen Andy Schleck abgeben musste. Nach der Tour de Suisse bestätigte er seine steigende Tendenz mit einem weiteren nationalen Zeitfahren-Titel.
Bei der Tour de France 2007, an der er im Gegensatz zum Vorjahr wieder starten durfte, gewann Cancellara den knapp acht Kilometer langen Prolog in London mit 13 Sekunden Vorsprung auf Andreas Klöden und trug wie schon 2004 das Gelbe Trikot. Zwar wurde er auf der 2. Etappe kurz vor dem Ziel in Gent in einen Massensturz verwickelt und verletzte sich leicht an der Hand, konnte das Rennen aber problemlos fortsetzen. Auf der 3. Etappe von Waregem nach Compiègne überlistete er die Sprinter mit einer Attacke auf dem letzten Kilometer und feierte einen weiteren Sieg. Das Gelbe Trikot verlor er auf der 7. Etappe von Bourg-en-Bresse nach Le Grand-Bornand, wo er in den Anstiegen erwartungsgemäss nicht mithalten konnte und über 22 Minuten auf Etappensieger Linus Gerdemann einbüsste.
Cancellara begab sich nach Stuttgart an die Weltmeisterschaft 2007 – mit der Absicht, seinen im Vorjahr errungenen Weltmeistertitel zu verteidigen. Er erfüllte die in ihn gesetzten Erwartungen und gewann am 27. September das Zeitfahren mit 52 Sekunden Vorsprung auf László Bodrogi. Am WM-Strassenrennen drei Tage später nahm er ebenfalls teil, beendete das Rennen aber nicht.

### Olympiasieg (2008)

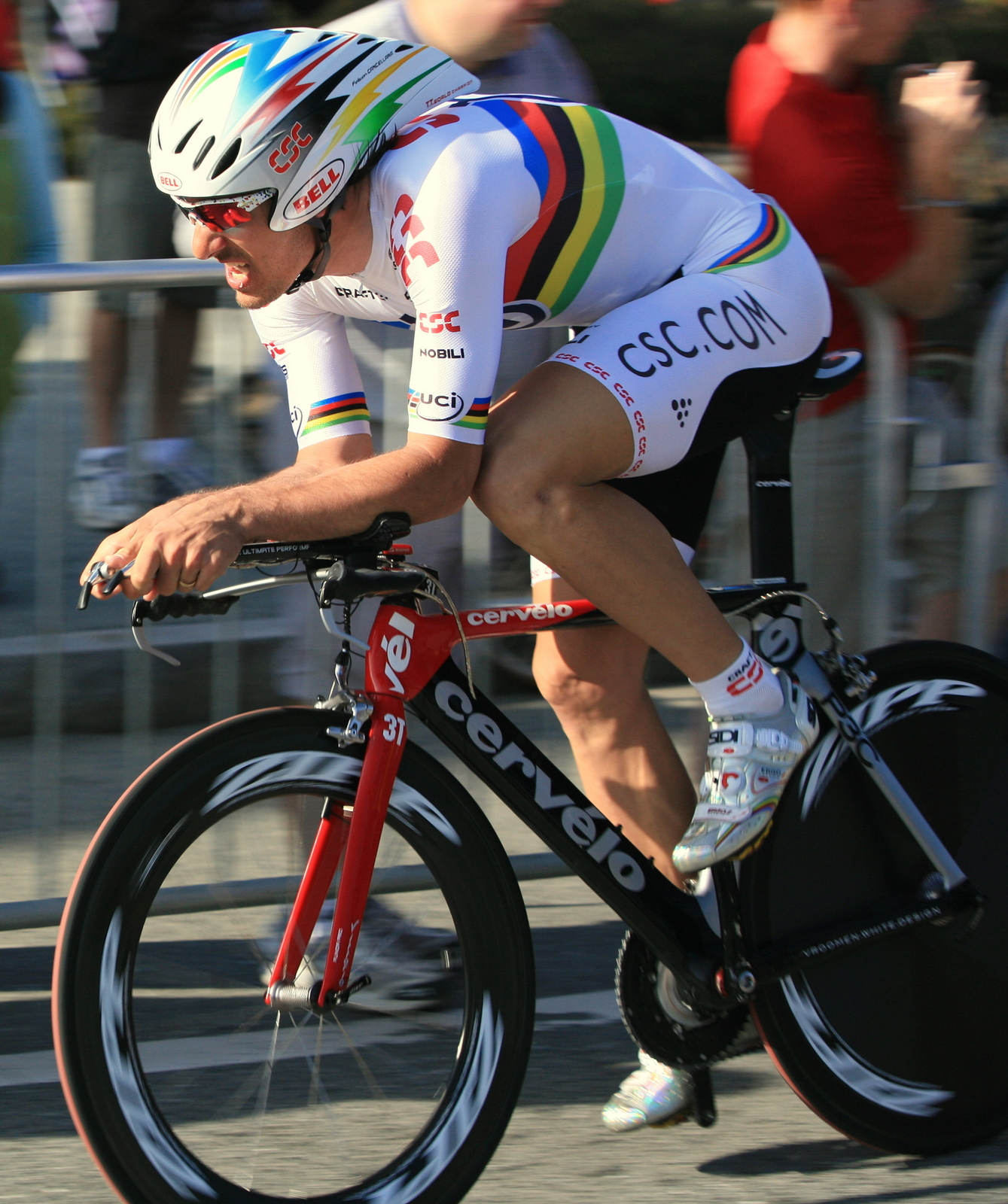
Cancellara beim Prolog der Kalifornien-Rundfahrt

Gemessen an der Anzahl Siege war die Saison 2008 Cancellaras erfolgreichste. Den Anfang machte im Februar der Prologsieg bei der Kalifornien-Rundfahrt 2008 in Palo Alto. Zwei Wochen später folgte der Sieg im Eintagesrennen Strade Bianche (damals noch Monte Paschi Eroica), wo er sich im Spurt knapp gegen Alessandro Ballan durchsetzte. Mitte März nahm er am Tirreno–Adriatico 2008 teil; mit dem Sieg in der 5. Etappe, einem Zeitfahren, übernahm er die Führung im Gesamtklassement und gab diese bis zum Schluss nicht mehr ab. Erstmals zeigte sich, dass er nicht nur im Flachen schnell ist, sondern auch auf mittelschweren Anstiegen mithalten kann. Vier Tage später, am 22. März, setzte sich Cancellara auf den letzten Kilometern von Mailand–Sanremo ab und gewann mit vier Sekunden Vorsprung auf Filippo Pozzato. Er war erst der zweite Schweizer nach Erich Mächler 1987, der diesen Klassiker für sich entscheiden konnte. Hingegen musste Cancellara bei Paris–Roubaix 2008 eine Niederlage hinnehmen: Er hatte sich zusammen mit Boonen und Ballan an die Spitze gesetzt und über drei Minuten Vorsprung auf die nächsten Fahrer herausgeholt, doch Boonen erwies sich am Ziel als der bessere Sprinter, und Cancellara wurde Zweiter.
Als Vorbereitung auf die zweite Saisonhälfte nahm Cancellara an der Luxemburg-Rundfahrt 2008 teil. Er gewann den Prolog und führte das Gesamtklassement bis zum Ende der 2. Etappe an. Nachdem er zum sechsten Mal Schweizer Zeitfahren-Meister geworden war, siegte er in der 7. und 9. Etappe der Tour de Suisse 2008, jeweils mit einer erfolgreichen Attacke auf den letzten Kilometern. Zusätzlich zu den zwei Etappenerfolgen entschied er auch die Punktewertung für sich. Bei der Tour de France 2008 trug Cancellara massgeblich zum Gesamtsieg seines Teamkollegen Carlos Sastre bei. Nachträglich erhielt er den Sieg in der 20. Etappe zugesprochen, nachdem der vor ihm liegende Stefan Schumacher positiv auf das EPO-Derivat CERA getestet worden war. Unmittelbar nach der Tour de France reiste Cancellara nach Peking, um sich auf die Olympischen Spiele 2008 vorzubereiten. Die Schweizer Radsportler logierten etwa 120 km nordöstlich der Stadt in einem ruhig gelegenen Trainingszentrum. Dieses war vom norwegischen NOK reserviert worden, wobei die Schweizer einige Zimmer als Untermieter nutzen konnten.
Die Vorbereitung weit abseits der Hektik des Olympischen Dorfes zahlte sich aus. Zwar war der Fokus ganz auf das Zeitfahren ausgerichtet gewesen, doch bereits beim zuerst ausgetragenen Strassenrennen am 9. August stellte sich der Erfolg ein. Auf den letzten fünf Kilometern entwischte Cancellara einer Verfolgergruppe und schloss zur Spitze auf. Im Sprint um den Sieg wurde er Dritter hinter Samuel Sánchez und Davide Rebellin, womit er die Bronzemedaille gewann. Rebellin war allerdings mit CERA gedopt gewesen und wurde im November 2009 vom IOC disqualifiziert. Cancellara erhielt Rebellins Silbermedaille im Dezember 2010 im Rahmen einer Feier in seiner Wohngemeinde Ittigen, seine Bronzemedaille ging an Alexander Kolobnew. Ebenso wurde in Ittigen eine Brücke nach ihm benannt. Am 13. August erreichte Cancellara sein angestrebtes Saisonziel, den Gewinn der Goldmedaille im olympischen Einzelzeitfahren. Auf der anspruchsvollen Strecke mit zwei Anstiegen siegte er 33 Sekunden vor CSC-Teamkollege Gustav Larsson und 1:10 Minuten vor Levi Leipheimer. Die Entscheidung hatte er auf den letzten zwölf Kilometern herbeigeführt, als er 40 Sekunden auf Larsson herausholte.
Nach der Polen-Rundfahrt 2008 Anfang September, wo er mit dem Team CSC das Mannschaftszeitfahren gewann, beendete Cancellara die Saison und verzichtete auf einen Start bei der Weltmeisterschaft in Varese. Als Grund gab er fehlende Kraft und Motivation für weitere Strapazen an. Für seine erfolgreiche Saison wurde er im Dezember als Schweizer Sportler des Jahres ausgezeichnet.

### Tour-de-Suisse-Sieg und Dominanz im Zeitfahren (2009)
Krankheitsbedingt konnte sich Cancellara nicht optimal auf die Saison 2009 vorbereiten. Mitte Februar gewann er zwar zum zweiten Mal in Folge den Prolog der Kalifornien-Rundfahrt, musste aber am darauf folgenden Tag wegen einer Angina aufgeben. Knapp eine Woche später stürzte er im Training unweit seines Wohnorts und erlitt dabei eine leichte Verletzung an der rechten Schulter. Im März verzichtete er auf die Teilnahme bei Mailand–Sanremo. Bei der Flandern-Rundfahrt Anfang April riss ihm am Koppenberg die Fahrradkette; das Rad geschultert, musste er den Anstieg zu Fuss bewältigen und gab das Rennen schliesslich auf. Paris–Roubaix 2009 beendete er auf Platz 49.

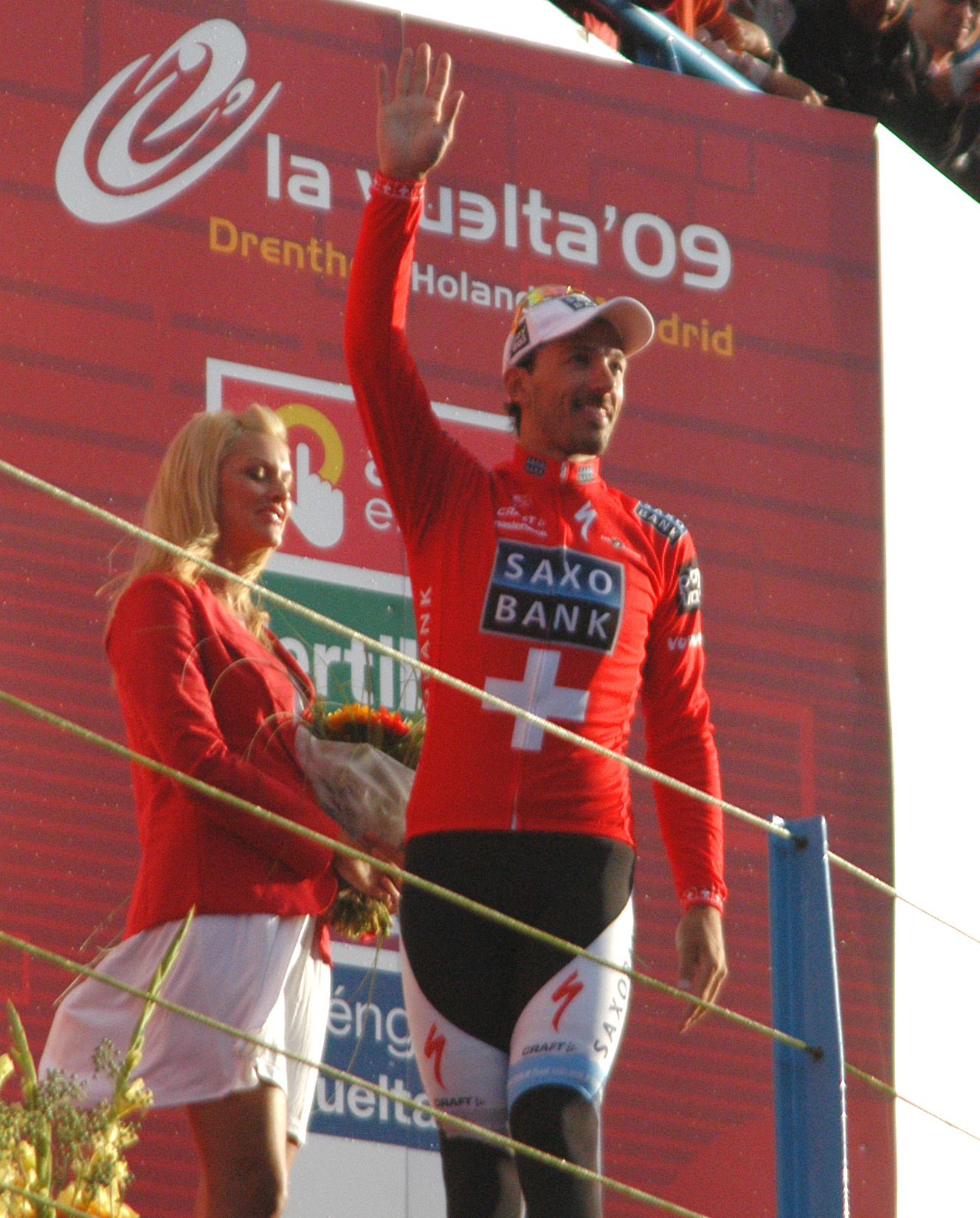
Cancellara feiert den Sieg in der 1. Etappe der Vuelta a España 2009

Im Juni fand Cancellara zur alten Form zurück. Bei der Tour de Suisse 2009 übernahm er nach dem Prologsieg im liechtensteinischen Mauren die Führung im Gesamtklassement. Diese musste er nach der vierten Etappe zwar abgeben, als Sechstplatzierter lag er aber nur 20 Sekunden hinter dem Führenden Tadej Valjavec zurück. Ihm kam entgegen, dass der Parcours im Vergleich zu anderen Austragungen weniger schwere Anstiege aufwies. In der achten Etappe mit Bergankunft in Crans-Montana stiess er auf den zweiten Zwischenrang vor und verringerte den Rückstand auf vier Sekunden. Im abschliessenden Zeitfahren in Bern deklassierte er die Konkurrenz. Der Zweitplatzierte Tony Martin verlor 1:27 Minuten, Valjavec gar 3:45 Minuten. Vor den Augen des begeisterten Heimpublikums entschied Cancellara die Gesamtwertung mit einem Vorsprung von 2:02 Minuten auf Martin für sich, hinzu kam der Sieg in der Punktewertung. Bei den Schweizer Meisterschaften eine Woche später gewann er erstmals den Titel im Strassenrennen, nachdem er auf einen Start im Zeitfahren verzichtet hatte.
Zum Auftakt der Tour de France 2009 gewann Cancellara die 1. Etappe, ein Zeitfahren in Monaco. Fast eine Woche lang behauptete er sich in den flacheren Etappen an der Spitze, bis er in der 7. Etappe, der ersten im Gebirge, wiederum viel Zeit einbüsste. Gemessen an der Anzahl Tage im Gelben Trikot egalisierte er in der 3. Etappe die bisher von Ferdy Kübler (Tour-Sieger 1950) gehaltene Schweizer Bestmarke und übertraf diese schliesslich um drei Tage. Cancellaras nächster Sieg folgte Ende August im Prolog der Vuelta a España 2009 auf dem TT Circuit Assen. Bis zur 4. Etappe hielt er sich an der Spitze des Gesamtklassements und eroberte sich das rote Leadertrikot mit dem Sieg in der 7. Etappe, einem Zeitfahren in Valencia, für einen Tag zurück. Zur 14. Etappe trat er nicht an und beendete die Rundfahrt vorzeitig.
Für die Weltmeisterschaft 2009 im schweizerischen Mendrisio hatte sich Cancellara hohe Ziele gesetzt. Als erster Radrennfahrer überhaupt wollte er im selben Jahr Weltmeister sowohl im Zeitfahren als auch im Strassenrennen werden. Der erste Teil des Vorhabens gelang nach Plan. Er gewann am 24. September in überlegener Manier die dritte WM-Goldmedaille im Zeitfahren, wobei er Gustav Larsson um 1:27 Minuten und den Drittplatzierten Tony Martin um 2:30 Minuten distanzierte. Obwohl Cancellara gemäss Teamchef Bjarne Riis «in der Form seines Lebens» gewesen sei, blieb er am 27. September im Strassenrennen erfolglos. Die Strecke war mit 262,2 km Länge und 4650 Höhenmetern eine der schwersten seit Langem. Cancellara fuhr sehr aktiv und schloss immer wieder Lücken zu Ausreissern. Bei seinen wiederholten Versuchen, das Feld auseinanderzureissen, verpuffte er zu viel Energie. In der letzten Runde verlor er den Anschluss an die Spitze und belegte mit einer halben Minute Rückstand auf Cadel Evans den fünften Platz.

### Anhaltender Erfolg (2010)
Mitte Februar begann Cancellara die Saison 2010 mit der Teilnahme an der ersten Austragung der Tour of Oman. Mit dem zweiten Platz im abschliessenden Einzelzeitfahren entschied er die Gesamtwertung für sich, 28 Sekunden vor Edvald Boasson Hagen. Beim E3 Harelbeke siegte Cancellara ebenfalls, nachdem er zwei Kilometer vor dem Ziel seine letzten Begleiter Tom Boonen und Juan Antonio Flecha hatte abschütteln können.

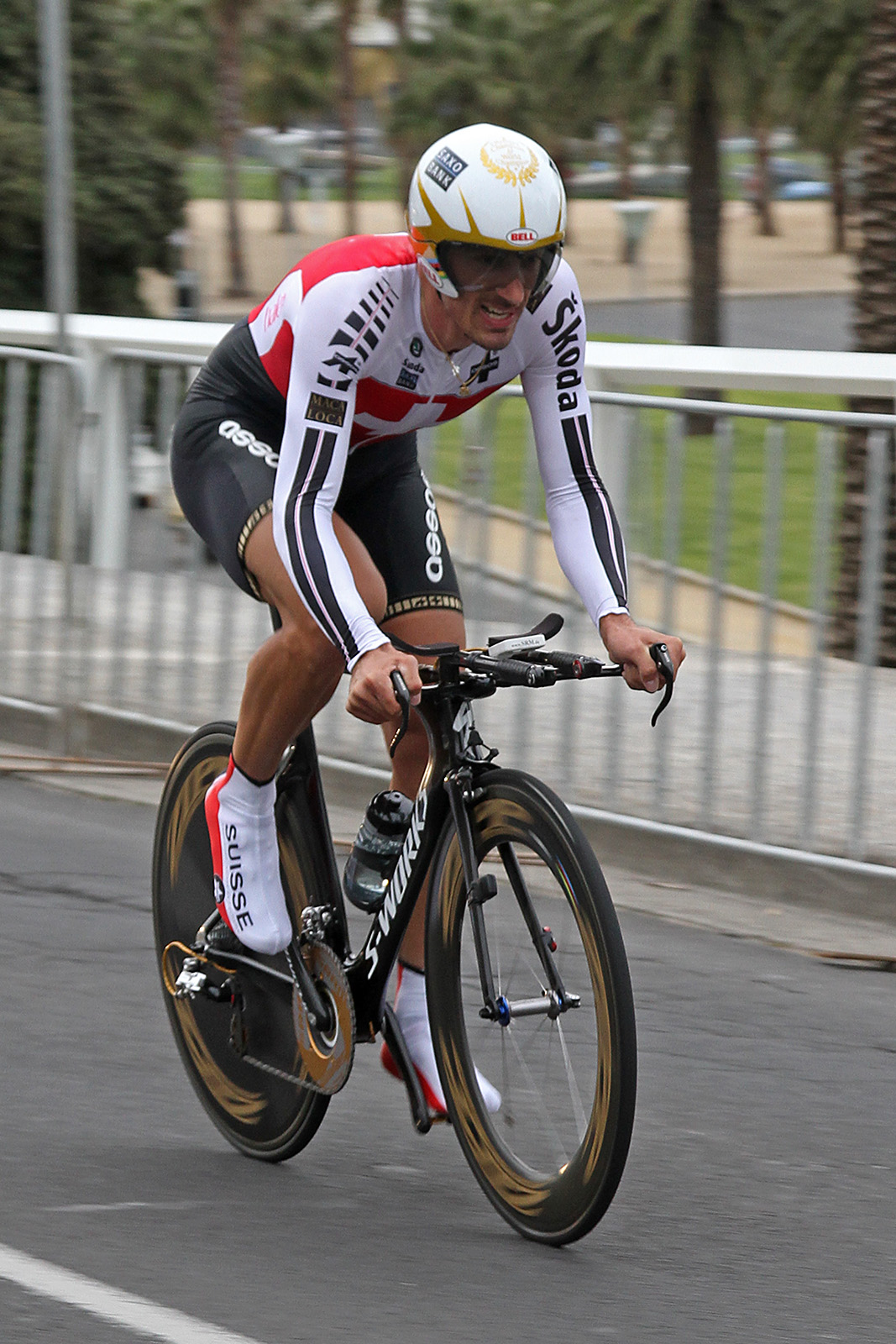
In Geelong unterwegs zum vierten Weltmeistertitel

Bei der Flandern-Rundfahrt am 4. April lancierte Cancellara 44 km vor dem Ziel, am Molenberg, seine erste Attacke, der nur Boonen zu folgen vermochte. An der Mauer von Geraardsbergen konnte Boonen das Tempo nicht mehr mithalten, und Cancellara vergrösserte seinen Vorsprung auf den verbleibenden 15 km bis Meerbeke auf über eine Minute. Es war dies der erste Schweizer Sieg bei der Flandern-Rundfahrt seit Heiri Suter im Jahr 1923. Eine Woche später, am 11. April, doppelte Cancellara bei Paris–Roubaix 2010 nach. In Mons-en-Pévèle, auf einem der anspruchsvollsten Kopfsteinpflaster-Abschnitte des Rennens, liess er fast 50 km vor dem Ziel alle seine Begleiter stehen. Kein anderer Fahrer war in der Lage, mit dem Schweizer mitzuhalten, der mit zwei Minuten Vorsprung auf Thor Hushovd und Juan Antonio Flecha die Ziellinie überquerte und diesen Klassiker zum zweiten Mal für sich entschied. Als zehnter Radrennfahrer und zweiter Nichtbelgier (nach Heiri Suter) hatte er im selben Jahr das Double aus Flandern-Rundfahrt und Paris–Roubaix geschafft.
Als Vorbereitung für den weiteren Verlauf der Saison bestritt Cancellara die Kalifornien-Rundfahrt 2010, bei der er ohne Etappenerfolg blieb. Im Juni gewann er den Prolog der Tour de Suisse 2010 und verteidigte anschliessend das goldene Leadertrikot auf einer weiteren Etappe. Bei der Tour de France 2010 war Cancellara wie im Jahr zuvor der erste Gesamtführende, nachdem er den Prolog in Rotterdam gewonnen hatte. Nach der 2. Etappe von Brüssel nach Spa gab er das Gelbe Trikot vorübergehend an Sylvain Chavanel ab. Er konnte es auf der 3. Etappe nach Arenberg, die über einen Teil der Strecke von Paris–Roubaix führte, wieder zurückerobern, bis er es auf der 7. Etappe nach Les Rousses erneut an Chavanel verlor. Schliesslich gewann er am zweitletzten Tag der Tour das Zeitfahren von Bordeaux nach Pauillac. Cancellara nahm an der Vuelta a España 2010 teil. Nachdem er im Einzelzeitfahren in Peñafiel nur Dritter geworden war, gab er zwei Tage später die Rundfahrt während der 19. Etappe auf, was bei der Teamleitung grosse Verärgerung auslöste. Über Twitter begründete er dies damit, dass er einige erholsame Tage bei seiner Familie benötige. Bei der Weltmeisterschaft 2010 im australischen Geelong siegte Cancellara am 30. September im Zeitfahren, mit über einer Minute Vorsprung auf David Millar. Dabei schaffte er Historisches, indem er als erster Fahrer überhaupt zum vierten Mal Zeitfahrweltmeister wurde. Beim Strassenrennen vier Tage später griff er nicht in die Entscheidung ein.
Während der Tour de France war Cancellara zur Überzeugung gelangt, nicht mehr für das Team Saxo Bank fahren zu wollen, obwohl er 2009 seinen Vertrag bis Ende 2011 verlängert hatte. Im Teamstab hatte es mehrere personelle Wechsel gegeben, die ihm nicht behagten. Da Bjarne Riis ihn zuerst nicht ziehen lassen wollte, zogen sich die Verhandlungen in die Länge. Interesse an Cancellara zeigten unter anderem die Teams BMC und Sky. Er selbst bevorzugte das neu gebildete luxemburgische Team Leopard Trek (heute Trek Factory Racing). Kurz vor der Abreise an die Weltmeisterschaft in Australien einigte er sich mit Riis, die offizielle Mitteilung erfolgte jedoch erst zwei Monate später am 30. November. Sein neuer Vertrag mit Leopard Trek sicherte ihm jährlich rund 2,5 Millionen Franken zu. Mit ihm wechselten auch mehrere Betreuer und Teamkollegen, darunter Fränk Schleck, dessen Bruder Andy und Stuart O’Grady.

### Mehrere knappe Niederlagen (2011)

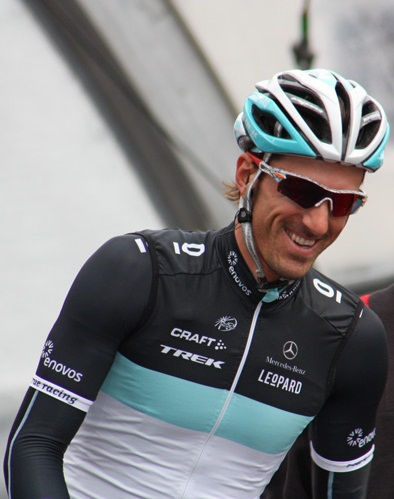
Cancellara vor dem Start der Flandern-Rundfahrt 2011

Cancellaras erstes bedeutendes Rennen im neuen Team war Tirreno–Adriatico 2011 in der ersten Märzhälfte, wo er das abschliessende Einzelzeitfahren gewann. Am 19. März gehörte er bei Mailand–Sanremo 2011 kurz vor Ende des Rennens einer achtköpfigen Spitzengruppe an. Im Sprint um den Sieg belegte er hinter Matthew Goss den zweiten Platz. Aufgrund seiner Erfolge im Vorjahr und seiner guten Form zählte Cancellara auch im Vorfeld der weiteren Frühjahrsklassiker zu den meistgenannten Favoriten. Beim E3 Harelbeke am 26. März erfüllte er die in ihn gesetzten Erwartungen und gewann mit einer Minute Vorsprung auf Jürgen Roelandts, nachdem er 16 Kilometer vor dem Ziel erfolgreich eine Attacke lanciert hatte. Eine Woche später, bei der Flandern-Rundfahrt 2011 am 3. April, riss er 60 Kilometer vor dem Ziel aus dem Hauptfeld aus und schloss zum Führenden Sylvain Chavanel auf, musste sich aber an der Mauer von Geraardsbergen von Verfolgern wieder einholen lassen. Einer weiteren Attacke vier Kilometer vor dem Ziel konnten nur Chavanel und der spätere Sieger Nick Nuyens folgen. Im Zielsprint blieb Cancellara der dritte Platz. Eine weitere knappe Niederlage musste er am 10. April bei Paris–Roubaix 2011 hinnehmen. Er fuhr sehr offensiv, erhielt aber von seinen Mitkonkurrenten keine Unterstützung. Auf dem viertletzten Kilometer schloss er zu einer dreiköpfigen Verfolgergruppe auf, die den überraschenden Sieger Johan Vansummeren aber nicht mehr einholte. Schliesslich blieb Cancellara der Sprint um Platz zwei, den er für sich entschied.
In der ersten Juniwoche startete Cancellara bei der Luxemburg-Rundfahrt 2011. Er gewann den Prolog und verteidigte die Führung im Gesamtklassement in der ersten Etappe. Zwei weitere Etappensiege kamen Mitte Juni bei der Tour de Suisse 2011 hinzu, wo er die erste und die neunte Etappe (Zeitfahren in Lugano und Schaffhausen) mit jeweils neun Sekunden Vorsprung für sich entschied. Ende Juni sicherte er sich zum zweiten Mal den Schweizer Meistertitel im Strassenrennen.
Im Juli blieb Cancellara bei der Tour de France 2011 ohne Etappenerfolg; im Einzelzeitfahren am zweitletzten Tag fuhr er lediglich auf den achten Platz. Bei der im August und September stattfindenden Vuelta a España 2011 verhalf er seinem Team zum Gewinn des Mannschaftszeitfahrens, das am ersten Tag in Benidorm stattfand. Hingegen erlitt er auf der 10. Etappe mit dem vierten Platz im Zeitfahren eine weitere Niederlage in seiner Paradedisziplin. Zur 17. Etappe startete er nicht mehr. Mit dem Ziel, zum dritten Mal in Folge Zeitfahren-Weltmeister zu werden, trat er zur Weltmeisterschaft 2011 in Kopenhagen an. Das Vorhaben misslang deutlich, als Drittplatzierter verlor er am 21. September 1:20 Minuten auf den neuen Weltmeister Tony Martin. Eine weitere Medaille verpasste er vier Tage später im Strassenrennen denkbar knapp: Hinter den Sprintspezialisten Mark Cavendish, Matthew Goss und André Greipel belegte er Platz vier, wobei der Rückstand auf Greipel gemäss Zielfilm nur Millimeter betrug.

### Verletzungen (2012)

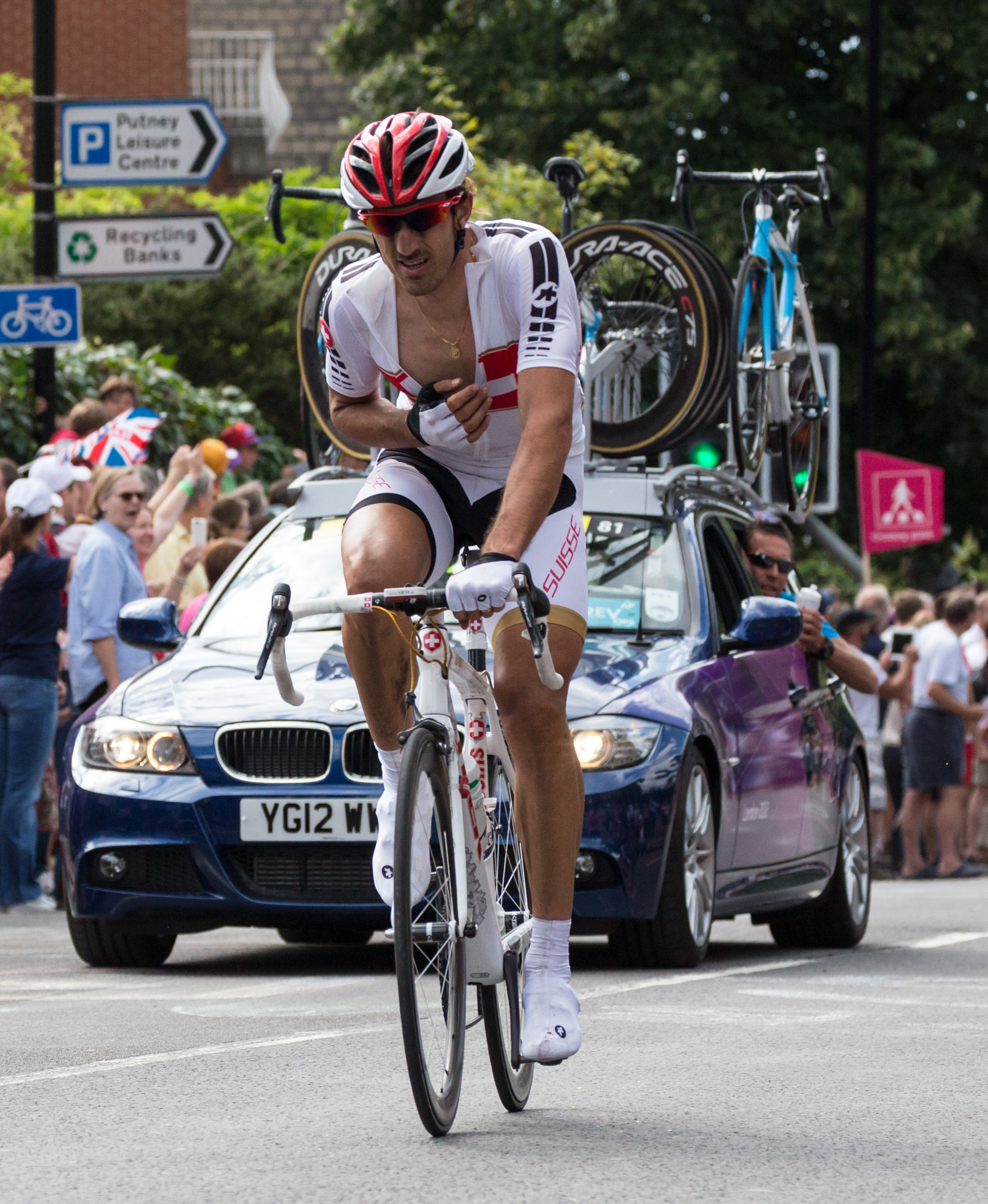
Cancellara fährt mit verletzter Schulter zum Ziel des olympischen Strassenrennens

Die neue Saison begann Cancellara mit Siegen bei den Strade Bianche und im Zeitfahren des Tirreno–Adriatico 2012. Beim ersten Klassiker des Jahres, Mailand–Sanremo 2012, wurde er im Zielsprint knapp von Simon Gerrans geschlagen und fuhr auf den zweiten Platz. Ein Sturz und fehlerhaftes Material verhinderten vordere Platzierungen bei E3 Harelbeke und Gent–Wevelgem. Vor der Flandern-Rundfahrt 2012 am 1. April gehörte er wiederum zu den Topfavoriten, doch nach etwa 190 km stürzte er in der Verpflegungszone schwer, als er über eine weggeworfene Trinkflasche fuhr. Dabei erlitt er einen vierfachen Schlüsselbeinbruch in der rechten Schulter, was eine mehrwöchige Pause nach sich zog.
Im Juni kehrte Cancellara bei der Tour de Suisse 2012 zum Renngeschehen zurück. Sowohl im Prolog als auch im Zeitfahren wurde er jeweils Zweiter. Anschliessend entschied er die nationale Zeitfahr-Meisterschaft für sich. Zum Auftakt der Tour de France 2012 konnte Cancellara den in Lüttich ausgetragenen Prolog für sich entscheiden. Nach der 7. Etappe mit Bergankunft auf der Planche des Belles Filles gab er die Gesamtführung an den späteren Toursieger Bradley Wiggins ab. Cancellara stellte einen neuen Rekord auf: Insgesamt war er 28 Tage im Gelben Trikot unterwegs gewesen – länger als jeder andere Radrennfahrer, der nicht die Gesamtwertung für sich entschieden hatte. Zur 11. Etappe trat er nicht an und reiste nach Hause, um seiner Ehefrau bei der Geburt des zweiten Kindes beizustehen.
Bei den Olympischen Spielen 2012 in London hatte Cancellara erneut Pech. Im Strassenrennen am 28. Juli führte er rund 15 Kilometer vor dem Ziel die Spitzengruppe an, als er sich im Richmond Park in einer scharfen Rechtskurve verschätzte. Er prallte gegen die Absperrung und fiel auf die rechte Schulter. Unter Schmerzen beendete er das Rennen mit etwa fünf Minuten Rückstand und begab sich ins Krankenhaus. Diagnostiziert wurde eine schwere Prellung, jedoch keine Fraktur. Stark handicapiert nahm er vier Tage später am Einzelzeitfahren teil und belegte mit 2:14 Minuten Rückstand auf Olympiasieger Wiggins den 7. Platz. Knapp drei Wochen später gab er bekannt, dass er dieses Jahr keine Rennen mehr bestreiten werde.

### Zweites Klassiker-Double (2013)

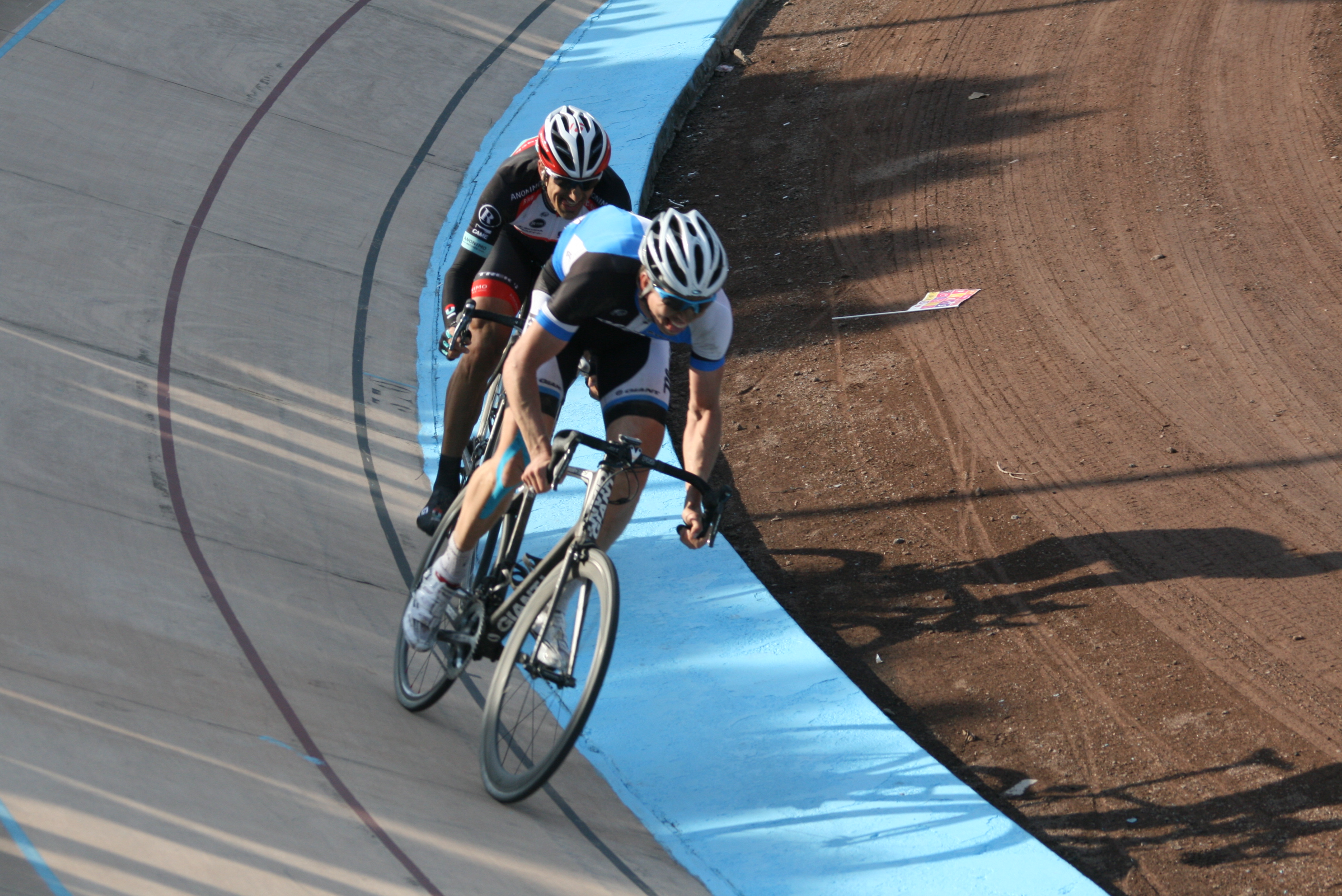
Cancellara (hinten) spurtet um den Sieg bei Paris–Roubaix 2013

In den ersten Rennen des Jahres hielt sich Cancellara noch zurück. Am 17. März ergriff er bei Mailand–Sanremo 2013 wieder die Initiative. Bei tiefen Temperaturen, Regen und Schneefall erreichte er die Zielgerade in einer sechsköpfigen Spitzengruppe. Im Sprint um den Sieg belegte er hinter Gerald Ciolek und Peter Sagan den dritten Platz. Der erste Sieg der Saison gelang ihm fünf Tage später beim E3 Harelbeke. Seiner Favoritenrolle bei der Flandern-Rundfahrt am 31. März wurde er gerecht: Bei der letzten Passage des Oude Kwaremont lancierte er eine Attacke, der nur Sagan zu folgen vermochte. Nachdem sie den Spitzenreiter Jurgen Roelandts überholt hatten, griff Cancellara erneut an. 13 km vor dem Ziel liess er am Paterberg Sagan stehen und gewann schliesslich mit 1:27 Minuten Vorsprung zum zweiten Mal die Flandern-Rundfahrt.
Beim Scheldeprijs am 3. März kam Cancellara nach rund 50 km zu Fall, überstand den Sturz aber schadlos. Ein weiterer Sturz ereignete sich am darauf folgenden Tag, als er einen Streckenabschnitt von Paris–Roubaix 2013 besichtigte. Trotz dieser Zwischenfälle galt er weiterhin als Favorit für den Sieg, zumal die Rivalen Boonen und Sagan fehlten. Beim Rennen am 7. April verschärfte Cancellara rund 23 km vor dem Ziel das Tempo. Zuletzt konnte nur Sep Vanmarcke mithalten. Nach einem taktischen Sprintduell im Velodrom setzte sich der Schweizer knapp durch und gewann das Rennen zum dritten Mal. Zudem gelang ihm zum zweiten Mal das Double Flandern/Paris–Roubaix, was zuvor nur Boonen geschafft hatte.
Cancellara verzichtete auf die Tour de France 2013, da er sich aufgrund des Etappenplans ohne Prolog keine Chancen ausrechnete, das Gelbe Trikot zu erobern. Den angestrebten Sieg im Prolog der Tour de Suisse 2013 in Quinto verpasste er am 8. Juni deutlich, da er und andere Favoriten gegen heftigen Gegenwind anzukämpfen hatten. Am 19. Juni folgte der sechste nationale Zeitfahren-Titel. Bei der Österreich-Rundfahrt 2013 gewann er am 6. Juli das Einzelzeitfahren in Podersdorf am See, hingegen musste er sich am 3. August im Einzelzeitfahren der Polen-Rundfahrt 2013 Bradley Wiggins geschlagen geben. Die Vuelta a España 2013 beendete Cancellara nach der 17. Etappe; sieben Tage zuvor hatte er in Tarazona das einzige Einzelzeitfahren dieser Rundfahrt mit 37 Sekunden Vorsprung auf Tony Martin gewonnen. Bei der Weltmeisterschaft 2013 Ende September in Florenz beendete er das Zeitfahren mit 48 Sekunden Rückstand auf Martin und gewann die Bronzemedaille. Im WM-Strassenrennen hatte er die Goldmedaille angestrebt, konnte aber in der letzten Runde des 272 km langen Rennens nicht mehr mithalten und wurde Zehnter.

### Weiterer Flandern-Rundfahrt-Sieg (2014)
Bereits im Juli 2013 hatte Cancellara seinen Vertrag bei RadioShack-Nissan (das seit 2016 unter der Bezeichnung Trek-Segafredo firmiert) bis Ende 2016 verlängert. Im Februar 2014 kündigte er an, er werde bei Auslaufen des Vertrages seine Radsportlaufbahn beenden. Die Saison 2014 begann er Anfang Februar mit der Teilnahme an der ersten Austragung der Dubai Tour. Als weitere Vorbereitungen auf die Frühjahrsklassiker folgten Einsätze bei der Katar-Rundfahrt und bei Strade Bianche. Am 23. März erzielte er bei Mailand–Sanremo 2014 wie in den drei Jahren zuvor einen Podestplatz, wobei er sich im Endspurt nur dem Norweger Alexander Kristoff geschlagen geben musste.
Bei der Flandern-Rundfahrt am 6. April konnte Cancellara auf den letzten beiden Anstiegen des Rennens die Mitfavoriten Boonen und Sagan hinter sich lassen und schloss elf Kilometer vor dem Ziel mit zwei Begleitern zum Führenden auf. Auf der Zielgeraden zog Cancellara den Sprint an und setzte sich vor Greg Van Avermaet und zwei weiteren Belgiern durch. Mit dem insgesamt dritten Erfolg nach 2010 und 2013 gehört er mit fünf weiteren Fahrern zu den Rekordsiegern der Flandern-Rundfahrt. Am 13. April bot sich Cancellara die Chance, als erster Fahrer überhaupt das Double Flandern-Rundfahrt/Paris–Roubaix zum dritten Mal zu realisieren. Acht Kilometer vor dem Ziel von Paris–Roubaix 2014 kam es zu einem Zusammenschluss von elf Fahrern, darunter mehreren Mitfavoriten. Dem wenig später ausgerissenen Niederländer Niki Terpstra folgte in Anbetracht der taktischen Situation (zahlenmässige Überlegenheit der Mannschaft Omega-Pharma-Quickstep) kein Fahrer. Im Zielsprint der Verfolger belegte Cancellara hinter John Degenkolb den dritten Platz.

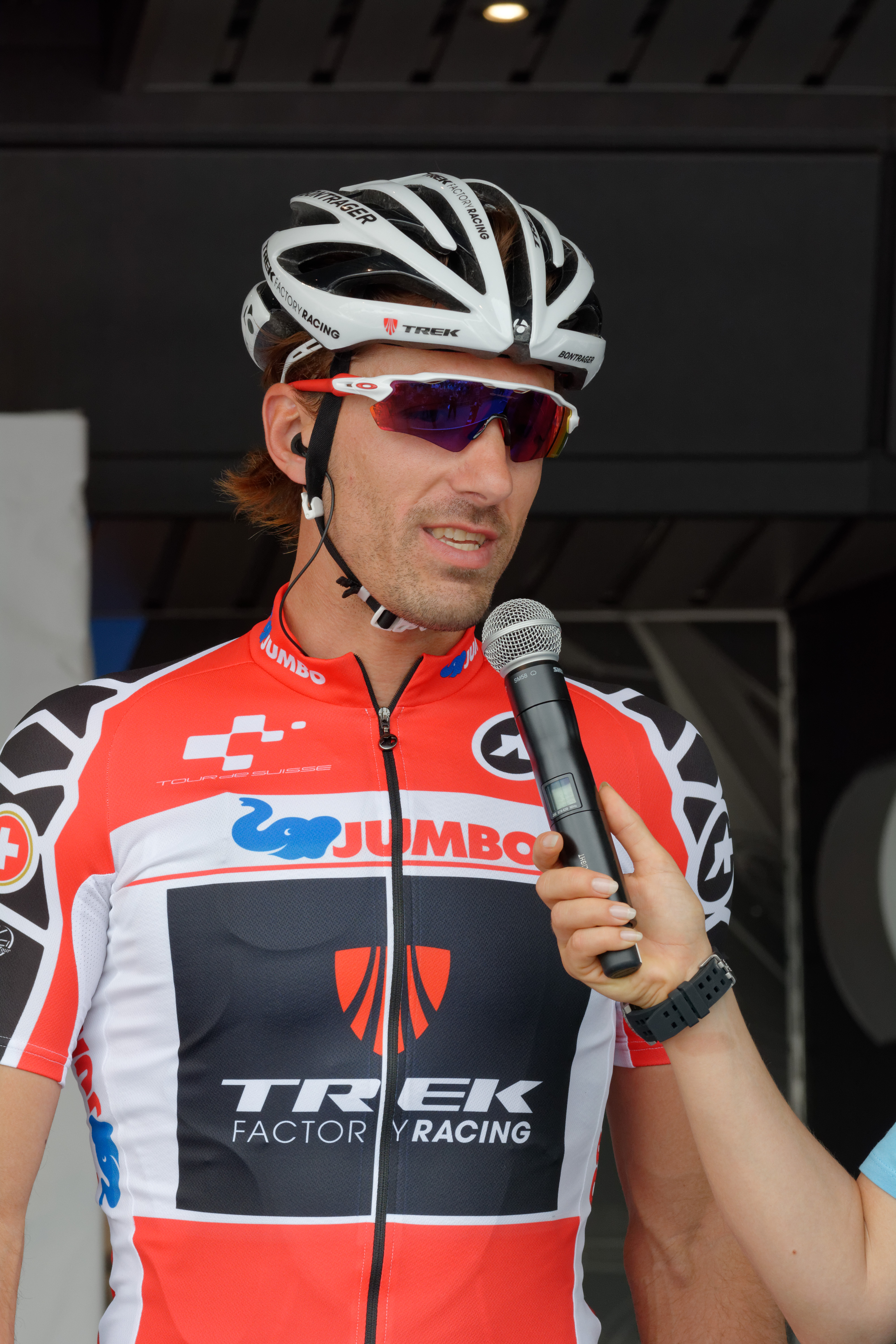
Cancellara bei der Tour de Suisse 2015

Nach den Frühjahrsklassikern nahm sich Cancellara eine längere Auszeit und startete erst wieder Ende Mai bei der Bayern-Rundfahrt 2014. Die folgenden Monate waren überwiegend der Vorbereitung auf die Weltmeisterschaft gewidmet. Bei der Tour de France 2014 stieg er nach der zehnten Etappe aus, bei der Vuelta a España 2014 nach der 17. Etappe. Ende September verzichtete er bei der Weltmeisterschaft 2014 in Ponferrada auf das Einzelzeitfahren, um sich ganz auf sein erklärtes Ziel, den Gewinn des Weltmeistertitels im Strassenrennen, zu konzentrieren. Beim entscheidenden Angriff in der letzten Runde konnte er aufgrund von Krämpfen nicht mithalten und erreichte das Ziel als Elfter.

### Gesundheitliche Probleme (2015)
2015 war Cancellaras Saisonplanung wie in den Vorjahren auf die Frühjahrsklassiker ausgerichtet. Im Februar nahm er an der Tour of Oman teil. Er gewann die zweite Etappe im Sprint einer kleinen Ausreissergruppe und übernahm für einen Tag die Führung im Gesamtklassement. Mitte März, beim Tirreno–Adriatico 2015, belegte er im Prolog mit einer Sekunde Rückstand auf Adriano Malori den zweiten Platz und gewann das abschliessende Einzelzeitfahren in San Benedetto del Tronto. Bei Mailand–Sanremo 2015 am 22. März gehörte er der Spitzengruppe an und beendete das Rennen als Siebter, womit er erstmals seit 2010 keine Podestplatzierung schaffte. Fünf Tage später wurde Cancellara beim E3 Harelbeke 2015 nach etwa 40 Kilometern in einen Massensturz verwickelt. Er musste das Rennen aufgeben und ins Krankenhaus gefahren werden, wo Brüche zweier Wirbel im unteren Rückenbereich diagnostiziert wurden. Zwar war keine Operation notwendig, doch konnte er nicht an der Flandern-Rundfahrt und bei Paris–Roubaix, seinen erklärten Saisonhöhepunkten, teilnehmen. Ende Mai gab er sein Comeback bei der Tour des Fjords in Norwegen. Mitte Juni trat er während der Tour de Suisse 2015 insbesondere in den beiden Einzelzeitfahren in Erscheinung; er wurde Zweiter der ersten Etappe in Rotkreuz und Dritter der letzten Etappe in Bern.
In der ersten Etappe der Tour de France 2015, einem Einzelzeitfahren in Utrecht, verpasste Cancellara am 4. Juli den Sieg um sechs Sekunden und belegte den dritten Rang. Am darauf folgenden Tag gehörte er am Ende der zweiten Etappe nach Neeltje Jans einer 24-köpfigen Spitzengruppe an. Er klassierte sich als Dritter und sicherte sich mit vier Sekunden Zeitbonifikation die Führung im Gesamtklassement, womit er das Gelbe Trikot zum insgesamt 29. Mal tragen durfte. Während der dritten Etappe von Antwerpen nach Huy wurde er 66 Kilometer vor dem Ziel ein weiteres Mal in einen Massensturz verwickelt. Er setzte das Rennen fort und erreichte das Ziel mit zwölf Minuten Rückstand. Eine ärztliche Untersuchung diagnostizierte den Bruch zweier Lendenwirbel, womit er die Rundfahrt aufgeben musste.
Cancellara startete am 22. August zur Vuelta a España 2015, musste diese jedoch in der dritten Etappe wegen einer Magen-Darm-Infektion aufgeben. Zwei Wochen später gab er seinen Startverzicht an der Weltmeisterschaft 2015 in Richmond (Virginia) bekannt und begründete dies mit gesundheitlichen Problemen.

### Zweiter Olympiasieg zum Karriereende (2016)
Ende Januar 2016 nahm Cancellara seine letzte Saison in Angriff. Er siegte in der Trofeo Serra de Tramuntana, die zur Mallorca Challenge gehört. Sein nächster Sieg folgte drei Wochen später in der Algarve-Rundfahrt 2016, wo er die dritte Etappe, ein Einzelzeitfahren in Sagres, für sich entschied. Er selbst zeigte sich überrascht, zumal er den dreifachen Weltmeister Tony Martin hinter sich lassen konnte. Seine Siegesserie setzte er am 5. März bei den Strade Bianche fort, wo er Vorjahressieger Zdeněk Štybar und Gianluca Brambilla auf die weiteren Plätze verwies. Mit nunmehr drei Erfolgen ist Cancellara Rekordhalter bei diesem Eintagesrennen; zukünftig wird eine der Schotter-Abschnitte seinen Namen tragen. Mitte März nahm er am Tirreno–Adriatico 2016 teil, wo er das abschliessende Einzelzeitfahren in San Benedetto del Tronto gewann. Beim ersten Klassiker der Saison, Mailand–Sanremo 2016 am 19. März, zählte Cancellara erneut zu den Favoriten. Nach der letzten Steigung am Poggio konnte er zum bis dahin führenden Michał Kwiatkowski aufschliessen und hatte gute Chancen, das Rennen zu gewinnen. Doch kurz vor dem Ziel musste er einem gestürzten Fahrer ausweichen, sodass er viel Tempo verlor und somit im Schlussspurt chancenlos war.
Am 3. April nahm Cancellara an der Flandern-Rundfahrt 2016 teil, erneut gehörte er zu den meistgenannten Favoriten. Rund 30 km vor dem Ziel verpasste er es, einen Ausreissversuch von Peter Sagan, Michał Kwiatkowski und Sep Vanmarcke zu kontern, und wies daraufhin einen Rückstand von einer halben Minute auf. Zwar konnte er in den beiden letzten Aufstiegen Kwiatkowski über- bzw. Vanmarcke einholen, doch vermochte er nicht mehr zu Sagan aufzuschliessen und belegte den zweiten Platz. Hätte Cancellara gewonnen, so wäre er mit insgesamt vier Erfolgen alleiniger Rekordhalter geworden. Bei Paris–Roubaix 2016, seinem letzten Frühjahrsklassiker, konnte Cancellara nie in die Entscheidung eingreifen; nach einem Sturz 47 km vor dem Ziel beendete er das Rennen mit über sieben Minuten Rückstand.
Bei den Olympischen Sommerspielen 2016 in Rio de Janeiro gewann Cancellara etwas überraschend seine zweite Goldmedaille im Einzelzeitfahren, vor Tom Dumoulin und Chris Froome. Er war zwar als Favorit um eine Medaille oder Top-5-Platzierung gehandelt worden, aber nicht als Favorit um den Sieg. In der Presse und im Internet war deshalb teilweise nicht damit gerechnet worden, dass er auf solch einem schweren Zeitfahrkurs 47 Sekunden zwischen sich und die nachfolgenden Fahrer legen würde. Das letzte Rennen seiner Karriere bestritt Cancellara am 22. Oktober 2016 bei einem Kriterium im japanischen Utsunomiya. Mitte Dezember 2016 wurde er zum zweiten Mal als Schweizer Sportler des Jahres ausgezeichnet.
Seit 2017 ist Cancellara auch im Triathlon-Sport aktiv. Er beendete im September sein erstes Rennen in Rorschach am Bodensee über 500 m Schwimmen, 50 km Radfahren und 5 km Laufen auf dem 14. Rang.

## Fahrertyp und Fahrstil
Fabian Cancellara wurde sowohl dem Fahrertyp des «Klassikerjägers» wie auch dem Zeitfahrertyp zugeordnet, da er aufgrund seiner Erfolge ein ausgewiesener Zeitfahrspezialist ist. Er konnte bei Mailand–Sanremo, bei der Flandern-Rundfahrt und bei Paris–Roubaix sieben Siege feiern. Bei Lüttich–Bastogne–Lüttich und bei der Lombardei-Rundfahrt, den zwei übrigen «Monumenten des Radsports», nahm er hingegen nie teil. Neben den Frühjahrsklassikern galt sein Hauptaugenmerk dem Einzelzeitfahren, in welchem er einer der erfolgreichsten Athleten überhaupt war. Diese Disziplin bestritt er im Rahmen grosser Landesrundfahrten sowie bei Olympischen Spielen und Weltmeisterschaften.

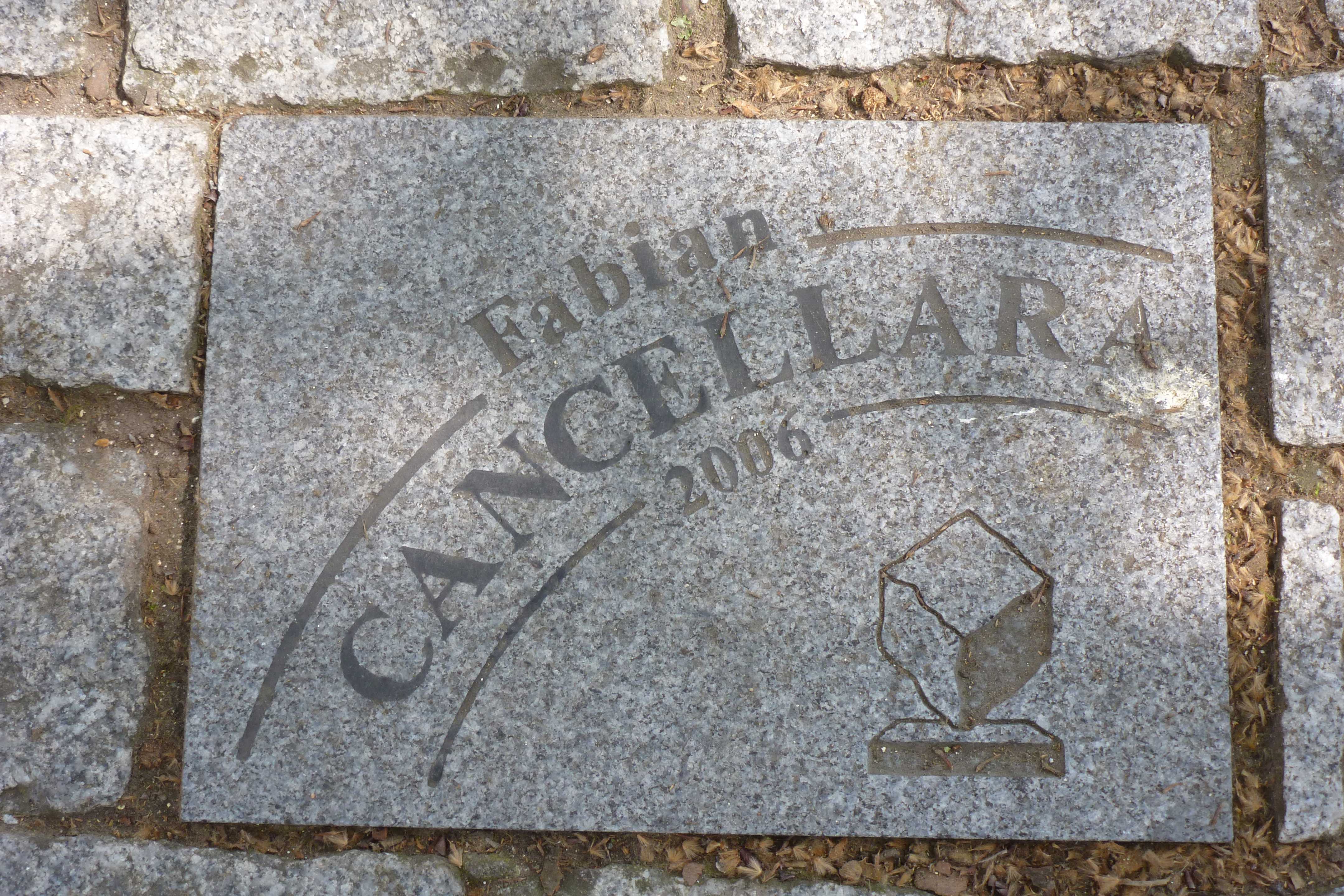
Pflasterstein zu Ehren Cancellaras auf der Allée Charles Crupelandt in Roubaix

Gemäss CSC-Teamchef Bjarne Riis verfügten nur wenige Rennfahrer über einen «so geschmeidigen und regelmässigen Tritt». Der Sportwissenschaftler Paul Köchli untersuchte anhand des Tour-de-Suisse-Prologs 2007 Cancellaras Fahreigenschaften. Demnach habe er eine hohe Trittfrequenz und die Fähigkeit, instinktiv im richtigen Augenblick die Gangschaltung zu betätigen.
Cancellaras grosse Schwäche waren Bergetappen, in denen er meist viel Zeit einbüsste. Er entschied zwar gelegentlich kleine Etappenrennen für sich, erreichte aber in der Gesamtwertung grosser Landesrundfahrten keine vorderen Plätze (seine beste Platzierung ist der 64. Gesamtrang der Tour de France 2008). Dies hing wesentlich mit seinem Körperbau zusammen: Mit einer Länge von 1,86 m und einem Gewicht von rund 82 kg war er im Vergleich zu anderen Radrennfahrern überdurchschnittlich gross und schwer. 2001 sagte Mapei-Chef Giorgio Squinzi in einem Interview in der Gazzetta dello Sport, Cancellara sei der «neue Miguel Indurain» und habe das Potenzial, die Tour de France zu gewinnen. Aldo Sassi, Sportlicher Leiter von Mapei, riet ihm, mindestens fünf Kilogramm zu verlieren, um eine Chance auf den Toursieg zu haben. In den folgenden Jahren reduzierte Cancellara zwar seinen Körperfettanteil, legte aber auch stark an Muskelmasse zu, so dass insgesamt nur eine geringe Gewichtsabnahme resultierte. Bjarne Riis war 2010 davon überzeugt, Cancellara könne innerhalb von anderthalb Jahren acht Kilogramm verlieren und trotz Muskelabbau die Kraft beibehalten, so dass ein Gesamtsieg bei der Tour de France möglich sei. Cancellara selbst, der über Jahre hinweg einen möglichen Gesamtsieg als «Traum, kein Ziel» bezeichnet hatte, zeigte sich von diesen Plänen wenig angetan und schloss Ambitionen in dieser Richtung stets aus. Der zusätzliche Aufwand sei es ihm nicht wert, da er dann noch länger von seiner Familie getrennt wäre.

## Dopinganschuldigungen
Cancellaras Erfolge fielen in eine Ära, in der Doping im Radsport viele negative Schlagzeilen produzierte. Er wurde nie positiv auf Dopingmittel getestet. Cancellara und sein Manager Armin Meier beteuerten, dass er sauber fahre. Wie die meisten Radrennfahrer seiner Generation fuhr er während fast seiner gesamten Profilaufbahn in Teams, in denen organisiertes systematisches Doping stattfand oder die Teamchefs Doping zumindest tolerierten.
Während der Tour de France 2006 teilte Bjarne Riis der Nachrichtenagentur Ritzau mit, dass vier seiner Fahrer aus dem Team CSC, darunter Cancellara, mit dem Sportarzt Luigi Cecchini zusammenarbeiteten. Der ehemalige Mitarbeiter von Michele Ferrari, der als «Dottore EPO» in Verruf geraten war, hatte mehrere Fahrer betreut, denen später Doping nachgewiesen wurde. Zudem stand er im Verdacht, am Dopingring um Eufemiano Fuentes beteiligt gewesen zu sein. Cancellara gab die 2004 begonnene Zusammenarbeit nach dem Bekanntwerden in der Öffentlichkeit zu, betonte aber, Cecchini habe ausschliesslich Leistungsdiagnostik betrieben und Trainingspläne erstellt; Dopingmittel habe er von ihm nie erhalten. Riis und Cancellara beendeten daraufhin die Zusammenarbeit mit Cecchini.
Ebenfalls während der Tour de France 2006 berichtete die ARD, dass während Cancellaras Zeit im Team Mapei Doping eingesetzt wurde. Laut einem weiteren ARD-Bericht vom Juli 2007 belegen in Italien aufgetauchte Unterlagen, dass 2001 systematisch das Anabolikum Andriol sowie EPO und Oxandrolon zur Anwendung gelangten. Anhand der Unterlagen lasse sich allerdings nicht feststellen, wer im Team mit den Dopingmitteln behandelt worden sei. Auch im Team Fassa Bortolo, für welches Cancellara anschliessend fuhr, soll es ein organisiertes Dopingsystem gegeben haben, wie dessen ehemaliger Fahrer Dario Frigo 2009 behauptete. Ähnliches gilt für die Zeit Cancellaras im Team CSC. Prominente Fahrer wie Tyler Hamilton, Michael Rasmussen und Jörg Jaksche sagten 2013 aus, Doping sei mit Wissen und Unterstützung des Teamchefs Bjarne Riis praktiziert worden. Der dänische Antidoping-Experte Rasmus Damsgaard, der ab 2007 ein teaminternes Kontrollsystem leitete, gab 2009 zu verstehen, es gebe bei Cancellara «nicht das geringste Indiz für Bluttransfusionen oder den Gebrauch von EPO».
Ende September 2008 berichtete die belgische Tageszeitung Le Soir, während der Tour de France 2008 entnommene Dopingproben hätten bei verschiedenen Fahrern abnormale Werte aufgewiesen, die auf den Gebrauch von CERA hindeuteten. Betroffen seien auch verschiedene CSC-Fahrer, darunter Tour-Sieger Carlos Sastre und Cancellara. Die französische Antidoping-Agentur AFLD versprach rasche Ergebnisse, die dann aber längere Zeit auf sich warten liessen. Cancellara wies in einem Communiqué alle Vorwürfe von sich. Mitte Oktober 2008 gab das AFLD bekannt, dass nach Abschluss der Nachkontrollen keinerlei Anhaltspunkte für ein Fehlverhalten von CSC-Fahrern bestünden.

## «Motor-Doping»-Verdächtigung
Im Mai 2010 wurde in einem YouTube-Video nahegelegt, Cancellara habe die Flandern-Rundfahrt und Paris–Roubaix mit Hilfe eines kleinen Motors gewonnen, der in der Sattelstütze seines Fahrrads eingebaut gewesen sei und den er per Knopfdruck habe aktivieren können. Michele Bufalino, der Verfasser des Videos, bezog sich dabei auf einen Bericht des italienischen Fernsehens RAI, in welchem der Sportjournalist und ehemalige Rennfahrer Davide Cassani auf die Möglichkeit eines derartigen «Motor-Dopings» hinwies. Bufalino führte aus, er bezichtige Cancellara nicht einer solchen Manipulation, verwies jedoch optisch durch Pfeile auf aus seiner Sicht verdächtige Handbewegungen Cancellaras. Fahrradwechsel während des Rennens hätten nicht wegen Defekten stattgefunden, sondern hätten dazu gedient, neue Batterien einzusetzen oder sicherzustellen, dass der Antrieb im Ziel nicht entdeckt werde. Die Anschuldigungen, denen sich auch Jacky Durand anschloss, waren widersprüchlich: Es hiess, der Motor habe einen mehrere Minuten andauernden Antrieb aufrechterhalten; gemäss einer anderen Version habe es sich um einen nur wenige Sekunden kurzen, aber umso intensiveren Schub gehandelt. Cancellara bezeichnete die Vorwürfe als absurd, und die Angelegenheit verlief bald darauf im Sande.

## Persönliches
Fabian Cancellara hat zum Teil italienische Wurzeln. Sein Vater Donato wanderte 1965 im Alter von 18 Jahren von San Fele in der Region Basilicata aus, um in Bern als Lüftungsmonteur zu arbeiten. Seine Mutter Rosa stammt aus der Ostschweiz und ist von Beruf Verkaufsangestellte. Die zwei Jahre ältere Schwester Tamara war für kurze Zeit Radrennfahrerin und nahm als Juniorin an der Weltmeisterschaft 1997 teil. Cancellara spricht Deutsch, Französisch, Italienisch und Englisch. Die Sprache seines Vaters beherrschte er jedoch erst, als er als Profi in Italien tätig war; im Elternhaus war selten Italienisch gesprochen worden. Seit August 2006 ist er mit der sechs Jahre älteren Stefanie Hauser verheiratet, die er im Sommer 1999 kennengelernt hatte. Die erste Tochter wurde im Oktober 2006 geboren, die zweite im Juli 2012.
Während seiner Zeit bei Fassa Bortolo erhielt Cancellara von seinem Teamkollegen Roberto Petito den Spitznamen Spartacus, da seine Statur mit den breiten Schultern an den aufständischen Sklaven im alten Rom bzw. dessen Darstellung in Sandalenfilmen erinnere. Auf Berndeutsch wird er Fäbu genannt. Besonders viele Fans hatte er in Belgien. Dort war die Begeisterung über seinen Sieg bei Paris–Roubaix 2006 derart gross, dass Rik Van Looy (ein dreifacher Paris–Roubaix-Sieger) wenig später den Club Spartacus gründete, der zeitweise über 8'000 Mitglieder zählte. Erst fünf Jahre später wurde auch in der Schweiz ein Fanclub gegründet.

## Erfolge
| 1998 - Juniorenweltmeister – Einzelzeitfahren (Valkenburg) 1999 - Juniorenweltmeister – Einzelzeitfahren (Verona) - Gesamtwertung Rad-Weltcup der Junioren 2000 - U23-Weltmeisterschaft – Einzelzeitfahren (Plouay) 2001 - Gesamtwertung und Prolog Rhodos-Rundfahrt 2002 - Schweizer Meister – Einzelzeitfahren - Grand Prix Eddy Merckx (mit László Bodrogi) - Gesamtwertung und eine Etappe Grand Prix Erik Breukink - Gesamtwertung und Prolog Rhodos-Rundfahrt - ZLM Tour - eine Etappe Österreich-Rundfahrt - eine Etappe Ytong Bohemia Tour 2003 - Prolog und Punktewertung Tour de Romandie - Prolog Tour de Suisse - eine Etappe Belgien-Rundfahrt - Mannschaftszeitfahren Mittelmeer-Rundfahrt 2004 - Schweizer Meister – Einzelzeitfahren - Prolog Tour de France - eine Etappe Luxemburg-Rundfahrt - eine Etappe Katalanische Woche - eine Etappe Katar-Rundfahrt 2005 - Schweizer Meister – Einzelzeitfahren - eine Etappe Paris–Nizza - eine Etappe Katalanische Woche - eine Etappe Luxemburg-Rundfahrt - Weltmeisterschaft – Einzelzeitfahren (Madrid) 2006 - eine Etappe Tirreno–Adriatico - Paris–Roubaix - eine Etappe Katalonien-Rundfahrt - Schweizer Meister – Einzelzeitfahren - Gesamtwertung und zwei Etappen Dänemark-Rundfahrt - Mannschaftszeitfahren Vuelta a España - Weltmeister – Einzelzeitfahren (Salzburg) 2007 - zwei Etappen Tour de Suisse - Schweizer Meister – Einzelzeitfahren - Prolog und eine Etappe Tour de France - Weltmeister – Einzelzeitfahren (Stuttgart) 2008 - Prolog Kalifornien-Rundfahrt - Monte Paschi Eroica - Gesamtwertung und eine Etappe Tirreno–Adriatico - Mailand–Sanremo - Prolog Luxemburg-Rundfahrt - zwei Etappen und Punktewertung Tour de Suisse - Schweizer Meister – Einzelzeitfahren - eine Etappe Tour de France - Olympische Spiele – Strassenrennen - Olympiasieger – Einzelzeitfahren - Mannschaftszeitfahren Polen-Rundfahrt | 2009 - Prolog Kalifornien-Rundfahrt - Gesamtwertung, zwei Etappen Punktewertung Tour de Suisse - Schweizer Meister – Strassenrennen - eine Etappe Tour de France - zwei Etappen Vuelta a España - Weltmeister – Einzelzeitfahren (Mendrisio) 2010 - Gesamtwertung Tour of Oman - E3 Harelbeke - Flandern-Rundfahrt - Paris–Roubaix - eine Etappe Tour de Suisse - Prolog und eine Etappe Tour de France - Weltmeister – Einzelzeitfahren (Geelong) 2011 - eine Etappe Tirreno–Adriatico - E3 Harelbeke - Prolog Luxemburg-Rundfahrt - zwei Etappen Tour de Suisse - Schweizer Meister – Strassenrennen - Mannschaftszeitfahren Vuelta a España - Weltmeisterschaft – Einzelzeitfahren (Kopenhagen) 2012 - Strade Bianche - eine Etappe Tirreno-Adriatico - Schweizer Meister – Einzelzeitfahren - Prolog Tour de France 2013 - E3 Harelbeke - Flandern-Rundfahrt - Paris–Roubaix - Schweizer Meister – Einzelzeitfahren - eine Etappe Österreich-Rundfahrt - eine Etappe Vuelta a España - Weltmeisterschaft – Einzelzeitfahren (Florenz) 2014 - Flandern-Rundfahrt - Schweizer Meister – Einzelzeitfahren 2015 - eine Etappe Tour of Oman - eine Etappe Tirreno–Adriatico 2016 - Trofeo Serra de Tramuntana - eine Etappe Volta ao Algarve - Strade Bianche - eine Etappe Tirreno–Adriatico - eine Etappe Tour de Suisse - Schweizer Meister – Einzelzeitfahren - Olympiasieger – Einzelzeitfahren |

## Wichtige Platzierungen
GrandTours
| Grand Tour            | 2001 | 2002 | 2003 | 2004 | 2005 | 2006 | 2007 | 2008 | 2009 | 2010 | 2011 | 2012 | 2013 | 2014 | 2015 | 2016 |
| --------------------- | ---- | ---- | ---- | ---- | ---- | ---- | ---- | ---- | ---- | ---- | ---- | ---- | ---- | ---- | ---- | ---- |
| Giro d’ItaliaGiro     | –    | –    | –    | –    | –    | –    | DNF  | –    | DNF  | –    | –    | –    | –    | –    | –    | DNF  |
| Tour de FranceTour    | –    | –    | –    | 109  | 128  | –    | 100  | 64   | 91   | 121  | 119  | DNF  | –    | DNF  | DNF  | DNF  |
| Vuelta a EspañaVuelta | –    | –    | –    | –    | –    | DNF  | –    | –    | DNF  | DNF  | DNF  | –    | DNF  | DNF  | DNF  | –    |

Monumente des Radsports
| Monument                 | 2001 | 2002 | 2003 | 2004 | 2005 | 2006 | 2007 | 2008 | 2009 | 2010 | 2011 | 2012 | 2013 | 2014 | 2015 | 2016 |
| ------------------------ | ---- | ---- | ---- | ---- | ---- | ---- | ---- | ---- | ---- | ---- | ---- | ---- | ---- | ---- | ---- | ---- |
| Mailand–Sanremo          | –    | –    | –    | –    | –    | 25   | 110  | 1    | –    | 17   | 2    | 2    | 3    | 2    | 7    | 31   |
| Flandern-Rundfahrt       | –    | –    | 73   | 42   | 62   | 6    | 53   | 23   | DNF  | 1    | 3    | DNF  | 1    | 1    | –    | 2    |
| Paris–Roubaix            | –    | –    | –    | 4    | 8    | 1    | 19   | 2    | 49   | 1    | 2    | –    | 1    | 3    | –    | 40   |
| Lüttich–Bastogne–Lüttich | –    | –    | –    | –    | –    | –    | –    | –    | –    | –    | –    | –    | –    | –    | –    | –    |
| Lombardei-Rundfahrt      | –    | –    | –    | –    | –    | –    | –    | –    | –    | –    | –    | –    | –    | –    | –    | –    |

Weltmeisterschaften
| Weltmeisterschaft        | 2001 | 2002 | 2003 | 2004 | 2005 | 2006 | 2007 | 2008 | 2009 | 2010 | 2011 | 2012 | 2013 | 2014 | 2015 | 2016 |
| ------------------------ | ---- | ---- | ---- | ---- | ---- | ---- | ---- | ---- | ---- | ---- | ---- | ---- | ---- | ---- | ---- | ---- |
| StraßenrennenStraße      | –    | 148  | 18   | DNF  | 123  | 31   | DNF  | –    | 5    | 50   | 4    | –    | 10   | 11   | –    | –    |
| EinzelzeitfahrenEZF      | 16   | 9    | DNF  | 8    | 3    | 1    | 1    | –    | 1    | 1    | 3    | –    | 3    | –    | –    | –    |
| MannschaftszeitfahrenMZF | –    | –    | –    | –    | –    | –    | –    | –    | –    | –    | –    | –    | 5    | 7    | –    | –    |

## Auszeichnungen und Ehrungen
- Schweizer «Radsportler des Jahres» (2014)
- Schweizer Sportler des Jahres (2008, 2016)
- Vélo d’Or (2010)
- Mendrisio d’Oro (2006, 2008)
- Schweizer Nachwuchsathlet des Jahres (1998, 1999)

Im Jahr 2020 widmete das Verkehrshaus der Schweiz Fabian Cancellara eine Sonderausstellung mit dem Titel «Spartacus – Fabian Cancellara – Fäbu».